# Ворона шапка

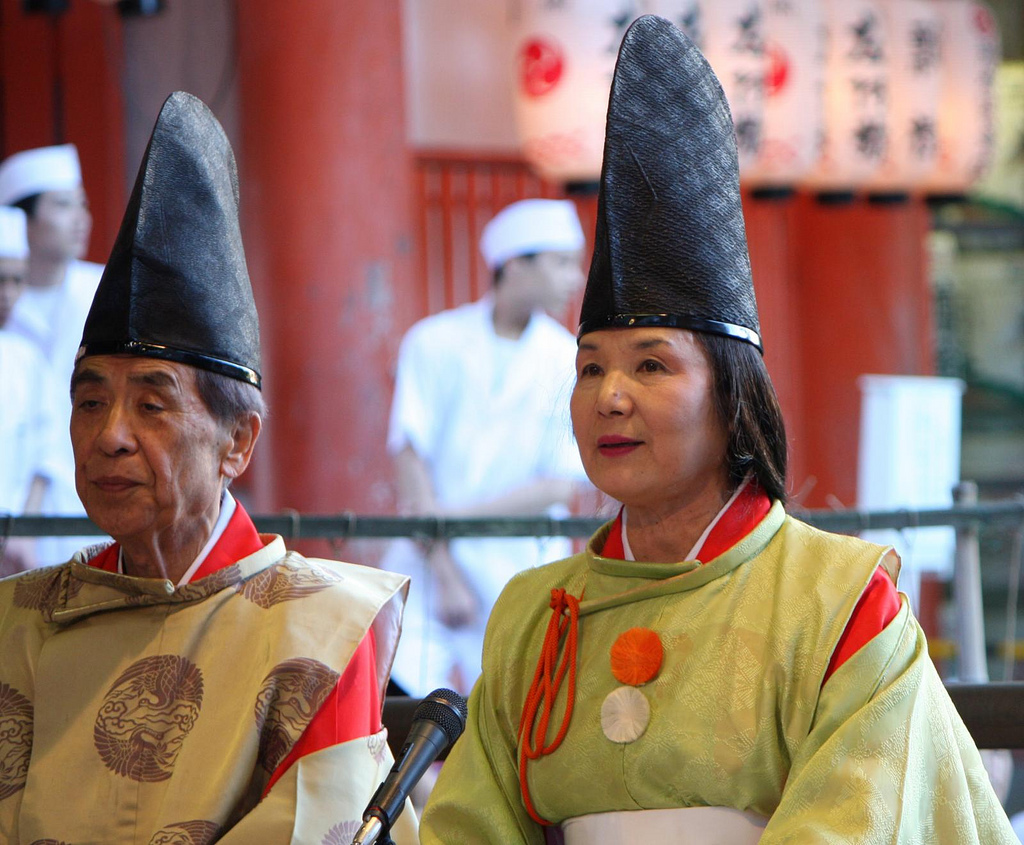
Ворона шапка (ебоші).

Ебо́ші чи Ворона́ ша́пка (яп. 【烏帽子】, えぼし, ебоші) — чоловічий головний убір в традиційній Японії. Мала вигляд чорного заокругленого ковпака. Виготовлялася з тканини чи паперу; фарбувалася у чорний (вороний) колір; інколи покривалася лаком уруші. Зазвичай, кріпилася до голови мотузкою, що зав'язувалася під підборіддям. Носилася придворною аристократією як складова парадного або повсякденного вбрання; також носилася самураями і простолюдом як частина парадного одягу. Зрідка носилася жінками, зокрема танцівницями-повіями шірабьоші. Мала різноманітні форми, що визначалися статусом, віком, статтю або смаком носія: стоячі (тате-ебоші), зігнуті (орі-ебоші), вітрові (кадзаорі-ебоші), самурайські (самурай-ебоші), м'яті (момі-ебоші) тощо. Сьогодні носиться шінтоїстськими священослужителями на свята.

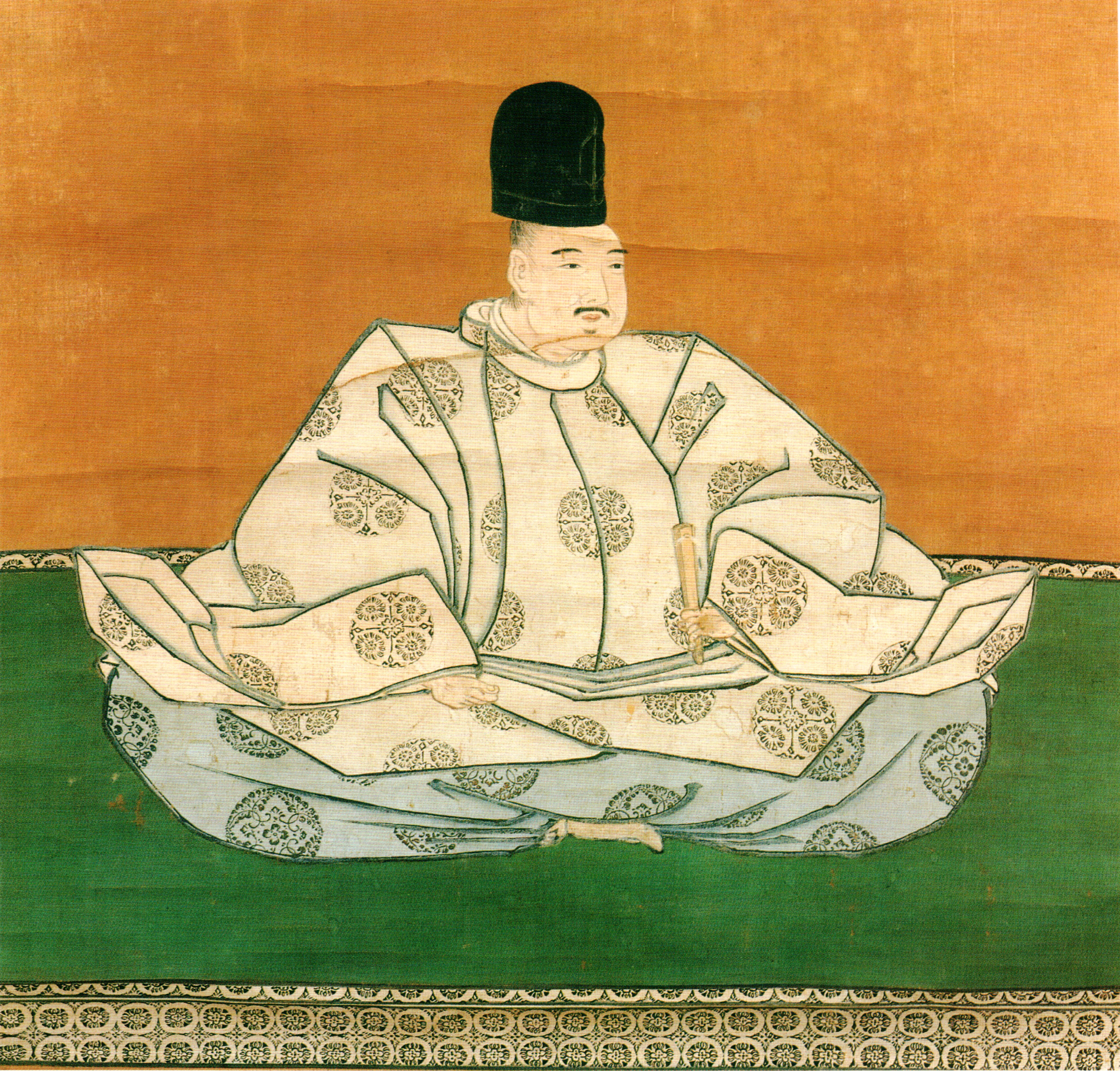
Стояча шапка
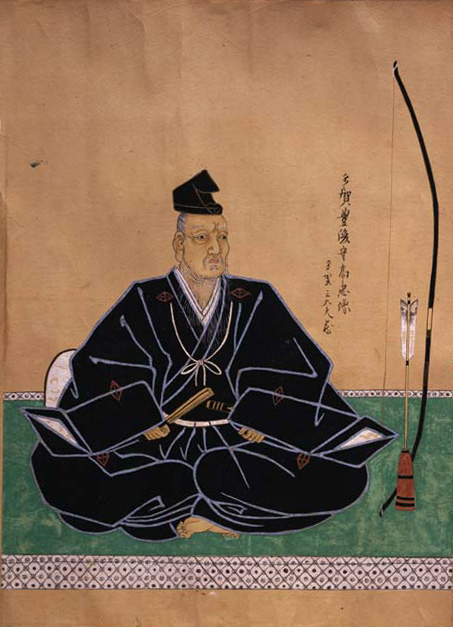
Зігнута шапка
Самурайська шапка
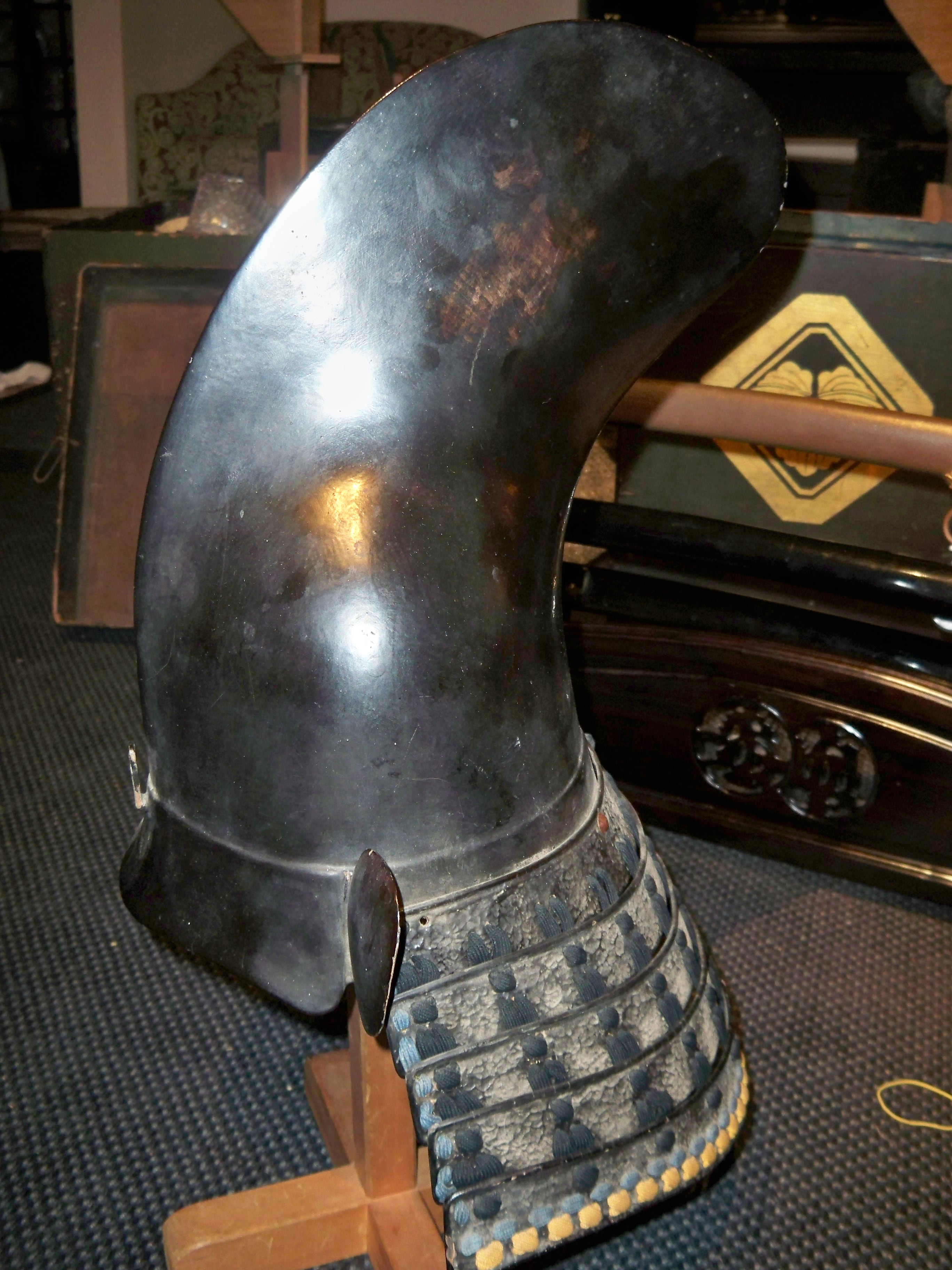
Шолом у формі шапки